# Зафаробод
Зафарабад (тадж. Зафаробод) — посёлок городского типа в Согдийской области Таджикистана, административный центр Зафарабадского района.
Статус посёлка городского типа присвоен 26 августа 1960 года. По данным БСЭ, в Зафарабаде располагались завод железобетонных изделий, хлопководческий совхоз и гидромелиоративный техникум.

## Население
| 1970 | 1979 | 1989   | 2013   | 2014   | 2015   | 2020   | 2021   | 2022   |
| ---- | ---- | ------ | ------ | ------ | ------ | ------ | ------ | ------ |
| 8849 | 8128 | 11 191 | 16 100 | 16 600 | 17 200 | 27 148 | 17 900 | 18 200 |